# Раджпут, Сушант Сингх
Сушант Сингх Раджпут (англ. Sushant Singh Rajput; 21 января 1986, Патна — 14 июня 2020, Бандра, Махараштра) — индийский актёр. В 2008 году дебютировал на телевидении, с 2013 года снимался в фильмах на хинди. За роль в «М.С. Дхони: Нерассказанная история» (2016) был номинирован на Filmfare Award за лучшую мужскую роль. Покончил с собой в июне 2020 года.

## Биография
Сушант родился 21 января 1986 года в Патне в семье госслужащего Кришны Кумар Сингха и его жены Уши Сингх, у которых к тому времени уже было четверо дочерей. В Патне Сушант посещал старшую школу Св. Карен. После смерти его матери в 2002 году, семья переехала в Дели, где он окончил модельную школу Кулачи Хансрадж. Будущий актёр учился на отлично, выиграл национальную олимпиаду по физике и занял седьмое место на Всеиндийском техническом вступительном экзамене. Он поступил в Делийский технический университет, но бросил учёбу ради карьеры в кино.
Ещё во время учебы в колледже он присоединился к танцевальному классу Шиамака Давара, где вошел в число лучших учеников и был выбран в подтанцовку на одной из премий Filmfare Awards. Актёрскому мастерству Сушант обучался в классе театрального режиссёра Барри Джона.
Свой актерский путь Сушант начал, присоединившись к театральной труппе Надиры Баббар «Ekjute», частью которой он оставался в течение двух с половиной лет. В то же время он начал сниматься в рекламе, например, в ролике Nestlé Munch. В 2008 году на одном из спектаклей он был замечен членом кастинговой команды Balaji Telefilms и был приглашен на прослушивание в телесериал. На телевидении Сушант дебютировал в «Где живёт моё сердце?» (2008—2010), где сыграл веселого и ребячливого младшего брата главного героя. Позже персонаж Сушанта был убит, но вернулся в финале сериала как призрак, присматривающий за своей семьёй. Год спустя он получил главную роль в сериале «Священные отношения» (2009—2014), за которую в последствии получил несколько наград как лучший актёр телевидения. Актёр покинул проект в 2011 году, чтобы заняться карьерой в кино. Годом ранее он принял участие в двух танцевальных шоу: втором сезоне Zara Nachke Dikha и четвёртом сезоне Jhalak Dikhhla Jaa.
Первой работой Сушанта в кино стал «Три ошибки моей жизни» (2013) Абхишека Капура, основанный на романе Четана Бхагата «The 3 Mistakes of My Life», где он сыграл помешанного на крикете юношу в эпицентре массовых беспорядков. В другом фильме того же года «Настоящий индийский роман» он исполнил роль молодого человека, боящегося обязательств и застрявшего в любовном треугольнике с двумя девушками, которых сыграли Паринити Чопра и Ваани Капур. В следующем году он работал с Раджкумаром Хирани в сатирической комедии «Пикей». Роль молодого пакистанца, влюблённого в индианку, но расставшегося с ней из-за недопонимания, пусть и была небольшой, но привлекла внимание критиков. В триллере Дибакара Банерджи «Детектив Бёмкеш Бакши» (2015) Сушант сыграл одного из самых любимых индийских персонажей-детективов.

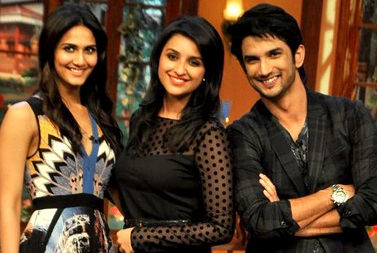
Ваани Капур, Паринити Чопра и Сушант Сингх Раджпут рекламируют фильм «Настоящий индийский роман» (2013)

Самым большим успехом в его карьере стал биографический фильм о Махендре Сингхе Дхони «М. С. Дхони: Нерассказанная история» (2016), снятый Нираджем Панди. 
Актёр тренировался под руководством бывшего крикетиста Кирана Мора, а также просмотрел около 500 часов отснятого материала с Дхони, чтобы понять его манеры. В итоге Сушанта хвалили не только за его физическую трансформацию, но и за естественное изображение Дхони.
В 2017 году Сушант сыграл одну из главных ролей в фантастическом фильме Динеша Виджана «Тесная связь», затрагивающем тему реинкарнации. Однако высокобюджетный проект провалился в прокате. Затем он появился в фильме Абхишека Капура «Кедарнатх» (2018), действие которого происходит на фоне наводнения в Уттаракханде. Актёр сыграл мусульманского носильщика, влюбленного в девушку-индуистку, роль которой исполнила дебютантка Сара Али Хан. Фильм не имел ожидаемого успеха, хотя игра Сушанта заслужила похвалы. Затем последовал исторический фильм о разбойниках «Индийская дрофа» (2019) Абхишека Чаубея. Хотя фильм получил множество наград, а Сушанта щедро хвалили за его яркое изображение, он также провалился в прокате. Положение спас «Команда неудачников» (2019) Нитеша Тивари, выпущенный в том же году. Герой Сушанта здесь предстает как обеспокоенный отец в зрелые годы и беззаботный студент в юности. 
Уже после смерти актёра на экраны вышел ремейк фильма «Виноваты звёзды» под названием «Бедное сердце», снятый его близким другом Мукешем Чхабра. В обзоре для Filmfare Девеш Шарма назвал его «идеальной лебединой песней Сушанта для его легиона поклонников…».
14 июня 2020 года актёр был найден повешенным в своей квартире в Бандре без предсмертной записки.